# Probationstag

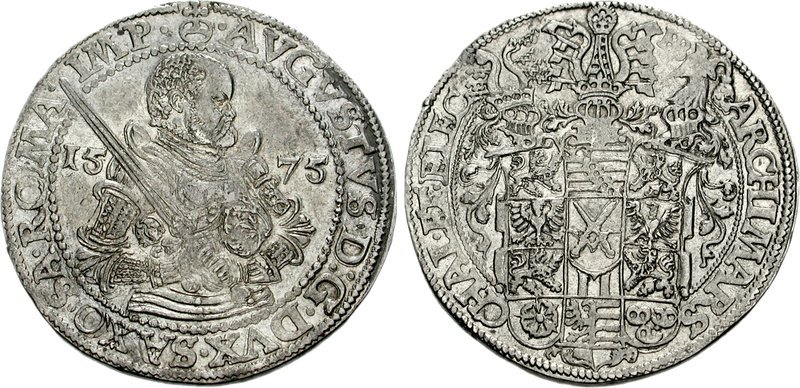
Kurfürst August, einer seiner Reichstaler der Münzstätte Dresden nach seinem Beitritt zur Reichsmünzordnung. Die genaue Kontrolle über die Einhaltung der neuen Reichsmünzordnung überzeugten den Kurfürsten, der Reichsmünzordnung 1571 beizutreten.

Der Probationstag oder Kreisprobationstag war ein vom ausschreibenden Fürsten festgelegter Tag, an dem eine Probation stattfand. An dem Tag wurde das Probieren oder Nachprüfen der Münze auf ihre Güte und Übereinstimmung mit den Vorschriften des Münzgesetzes angeordnet.

## Geschichte
Der Probationstag war bereits seit 1399 im Münzverein der rheinischen Kurfürsten üblich. Später erfolgten regelmäßige Zusammenkünfte der Münzbeamten. Schließlich wurde ein gemeinsamer Probierer, ein Wardein, bestellt. In den Reichstagen von 1551, 1570 und 1571 wurden die Kreisprobationstage für alle Reichskreise eingeführt.
Den 10 Reichskreisen, in denen das Heilige Römische Reich eingeteilt war, oblag die Kontrolle über die Einhaltung der Reichsmünzordnung. Dazu fanden jährlich zwei Kreisprobationstage statt, zu denen die kreisausschreibenden Fürsten einzuladen hatten. Für die Kreisprobationstage war ein Kreiswardein zu bestellen, der gemeinsam mit den Vertretern der Kreisstände die Prüfung des gesetzlich festgelegten Reichsmünzfußes nach der Probationsordnung durchführen ließ. Jeder Münzstand hatte von jedem Münzwert in eine verschlossene Fahrbüchse (mehrfach verschließbarer eiserner Behälter) eine Zainprobe oder ein Geldstück einzuwerfen, die der Generalkreismünzwardein am 1. Mai und am 1. Oktober einer exakten Prüfung zu unterziehen hatte. Die von ihm aufgestellten und verkündeten Probationsregister enthielten die Prüfungsergebnisse.

### Vorläufiges Ende der Probationstage
Für die dauerhafte Aufrechterhaltung der Reichsmünzordnung war der Probationstag jedoch wenig wirksam, da er nur beschränkt gegen den Prozess der Münzverschlechterung wirken konnte. In der Kipper- und Wipperzeit (1619 bis 1623) wurde das besonders durch die riesige Menge der Kippermünzen und der sehr zahlreichen Kippermünzstätten deutlich, wodurch das Münzwesen im Römisch-Deutschen Reich zusammenbrach.